# Ciencias duras y blandas
Ciencia dura y ciencia blanda son términos construidos de forma un tanto coloquial,[¿quién?] no utilizados institucionalmente por su carácter problemático (no existen facultades ni licenciaturas de ciencias duras o de ciencias blandas), pero de uso epistemológico muy extendido[¿dónde?] para comparar campos de investigación científica o académica, designando como duros los que se quieren marcar como más científicos en el sentido de rigurosos y exactos, más capaces de producir predicciones y caracterizados como experimentales, empíricos, cuantificables y basados en datos y un método científico enfocado a la objetividad; mientras que los designados como blandos quedan marcados con los rasgos opuestos. 
Diferentes aproximaciones al método científico pueden distinguirse por cómo consideran la diferencia entre los términos ciencia dura y ciencia blanda. Este es un asunto clave para la filosofía de la ciencia, que no siempre permite la posibilidad de marcar una diferencia clara entre ambos términos; y para los science studies y la sociología de la ciencia, que estudia las percepciones implícitas de la investigación y metodología.
Las ciencias naturales y las ciencias físicas se suelen incluir en el campo de las duras, mientras que las ciencias sociales o ciencias humanas se suelen incluir en el campo de las blandas, cuando no se niega directamente su condición científica, no necesariamente de forma peyorativa (como ocurre cuando un colega o rival denuncia a un científico del propio campo por ser poco riguroso, o cuando un científico procedente de un campo denuncia la escasa condición científica de un campo diferente al suyo), sino muy habitualmente como fruto de una diferente valoración o consideración, que a menudo surge de entre algunos de los propios cultivadores de un campo concreto de conocimiento que no son partidarios de considerar científica su actividad (por considerar tal cosa limitante o inadecuada) considerando más adecuado incluirla en el concepto de humanidades opuesto al de ciencias (véase Historia#Historia como ciencia). La oposición de ciencias y letras es el aspecto más visible del denominado debate de las dos culturas.[cita requerida]
No conviene confundir el término ciencia blanda con el pensamiento débil, concepto filosófico ligado a la denominada posmodernidad.

## Perspectiva histórica
El siglo XIX fijó simultáneamente dos mitos complementarios: el de una ciencia mecanicista y determinista que sería capaz de, o al menos tenía como proyecto imaginable, comprender la totalidad de la naturaleza (Lavoisier, Lagrange, Laplace -demonio de Laplace-, Kelvin, etc.), y el de unas disciplinas humanísticas que reflejarían un concepto romántico, idealista y sublime del hombre y sus creaciones como diferente de todo lo natural  -la cultura: civilización, historia, derecho, política, arte, poesía- (Rousseau, Hegel, Ruskin, etc.). Aunque en el propio siglo XIX surgieron críticas a ese optimismo positivista —notablemente la de Wilhelm Dilthey (que propuso una división de campos entre las ciencias naturales y las ciencias humanas o del espíritu) y las de la tríada de pensadores denominados maestros de la sospecha (Marx, Nietzsche y Freud)— ambos mitos siguieron siendo dominantes en el pensamiento (tanto científico como humanístico) y no quedaron claramente cuestionados hasta su superación a comienzos del siglo XX.
Este cuestionamiento fue protagonizado por un conjunto de nuevas teorías que evidenciaban la relatividad, indecidibilidad, indeterminación e incertidumbre en cada uno de los campos de las ciencias duras (revolución einsteniana y cuántica) e incluso en las matemáticas (teoremas de incompletitud de Gödel, teorías de Alan Turing), mientras que el desarrollo de la lingüística y la antropología iban desvelando las bases materiales de la cultura humana (Ferdinand de Saussure, Bronislaw Malinowski, Noam Chomsky, Marvin Harris, etc.). Por su lado, las nuevas teorías de la ciencia (el falsacionismo de Karl Popper y sobre todo la teoría de  las revoluciones científicas de Thomas Kuhn) dejaron de considerar la existencia real de una ciencia pura, tanto si esta se entiende como una explicación universalmente cierta identificable con una verdad eterna de la naturaleza, como si se entiende como una actividad angélica ajena a los intereses del científico y la influencia social (no debe confundirse con el concepto, este sí esencial en la práctica de la investigación, el desarrollo y la innovación (I+D o I+D+I), de ciencia pura como opuesto al de ciencia aplicada, es decir, el concepto de ciencia básica).

## Probabilística y caos
La diferencia entre ciencias sociales como la economía y ciencias naturales como la física, fundamentalmente en su radical diferencia en cuanto a la eficacia predictiva, ha sido atribuida al distinto número de partículas que cada una de ellas maneja en sus modelos (relativamente pocas las ciencias sociales -los individuos, las empresas, los estados, pueblos o civilizaciones-; y un rango muy superior de cantidad las ciencias físicas -las moléculas, los átomos, etc-), lo que hace que las predicciones de las ciencias físicas no se refieran al comportamiento individual de cada partícula (imposible de determinar -principio de indeterminación-) sino al comportamiento probabilístico del conjunto de todas ellas en interactuación, que termina siendo el de los cuerpos que forman, y que a nivel macroscópico y a escala terrestre es, en la práctica, sujeto a las predicciones deterministas propias de la física clásica. Las matemáticas del caos y otro tipo de nuevas aproximaciones estadísticas a la estructura básica de los fenómenos físicos permiten la posibilidad de ser aplicados también a los fenómenos sociales, en una similitud metodológica que ha dado origen a disciplinas mixtas, como la denominada econofísica.

## Ciencias blandas dentro de las naturales
Dentro de las ciencias naturales, se suele etiquetar de ciencia blanda a la investigación que depende de conjeturas, datos o análisis cualitativos (comparados con el análisis cuantitativo), o los experimentos de incierto resultado. Como ejemplo se ha puesto la meteorología.

## Tesis del grafismo
La denominada tesis del grafismo, propuesta por Bruno Latour y utilizada sobre todo por el entorno de la Universidad de Maine, mantiene que ciencias duras como las naturales hacen más uso de gráficos que ciencias blandas como la sociología, con lo que habría una relación entre cientificidad y visualidad.